# Internazionali di Bergamo 2007
Gli Internazionali di Bergamo 2007 sono stati un torneo di tennis facente parte della categoria ATP Challenger Series nell'ambito dell'ATP Challenger Series 2007. Il torneo si è giocato a Bergamo in Italia dal 5 all'11 febbraio 2012 su campi in cemento indoor e aveva un montepremi di $100 000.

## Vincitori

### Singolare
Fabrice Santoro ha battuto in finale  Simone Bolelli con il punteggio di 6–2, 6–1.

### Doppio
Jérôme Haehnel /  Jean Rene Lisnard hanno battuto in finale  Kenneth Carlsen /  Frederik Nielsen con il punteggio di 6–3, 2–6, [10–4].